# Кінарі
Кінарі (рум. Chinari) — село у повіті Муреш в Румунії. Входить до складу комуни Синтана-де-Муреш.
Село розташоване на відстані 268 км на північний захід від Бухареста, 6 км на північ від Тиргу-Муреша, 77 км на схід від Клуж-Напоки, 131 км на північний захід від Брашова.

## Населення
За даними перепису населення 2002 року у селі проживали 635 осіб.
Національний склад населення села:
| Національність | Кількість осіб | Відсоток |
| -------------- | -------------- | -------- |
| румуни         | 279            | 43,9%    |
| угорці         | 268            | 42,2%    |
| цигани         | 87             | 13,7%    |

Рідною мовою назвали:
| Мова      | Кількість осіб | Відсоток |
| --------- | -------------- | -------- |
| румунська | 279            | 43,9%    |
| угорська  | 268            | 42,2%    |
| циганська | 87             | 13,7%    |